# Comins Mansfield

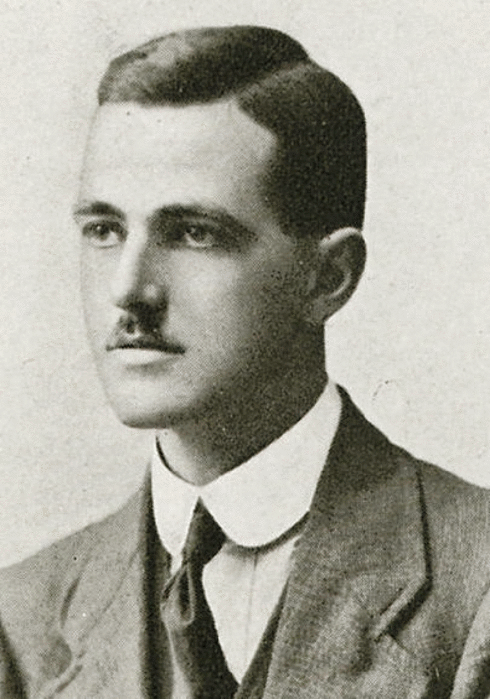
Comins Mansfield

Comins Mansfield (* 14. Juni 1896 in Witheridge (North Devon); † 28. März 1984 in  Paignton) war ein englischer Schachkomponist.

## Schachkomposition
Mansfield erlernte als Neunjähriger das Schachspiel von seinem Vater, der national aktiv Fernschach spielte. Seine ersten Aufgaben veröffentlichte Mansfield mit 15 Jahren. Innerhalb von 65 Jahren komponierte er etwa 1300 Zweizüger. Er errang mehr als 100 erste Preise. Sein Hauptverdienst lag in seinem Beitrag zur Entwicklung des klassischen Zweizügers im 20. Jahrhundert.
1972 wurde er Großmeister für Schachkomposition. Damit gehörte er zu den ersten vier Komponisten, denen dieser Titel von der FIDE verliehen wurde. Er war der erste britische Großmeister überhaupt.
Seine Kompositionen zeichnen sich aus durch originelle Ideen, strenge Ökonomie, Klarheit und Ausdruckskraft des Gedankens. Ein Zweizügerthema trägt seinen Namen:
Eine weiße Batterie wird von zwei schwarzen Figuren kontrolliert. Fesselt sich eine von ihnen selbst, kann die Batterie unter Ausschaltung der anderen Figur mattgeben.
|   | a | b | c | d | e | f | g | h |   |
| 8 |   |   |   |   |   |   |   |   | 8 |
| 7 |   |   |   |   |   |   |   |   | 7 |
| 6 |   |   |   |   |   |   |   |   | 6 |
| 5 |   |   |   |   |   |   |   |   | 5 |
| 4 |   |   |   |   |   |   |   |   | 4 |
| 3 |   |   |   |   |   |   |   |   | 3 |
| 2 |   |   |   |   |   |   |   |   | 2 |
| 1 |   |   |   |   |   |   |   |   | 1 |
|   | a | b | c | d | e | f | g | h |   |

Lösung:

1. Dg4–e2 (droht Dxe7 matt)

1. … Sc5–b7 (a6, a4, b3, e6, e4) 2. De2–b5 matt. Es folgen Sekundärparaden des Springers.

1. … Sc5–d3 2. Ld5–c6 matt

1. … Sc5–d7 2. Ld5–f7 matt

1. … e7–e6 (e5) 2. Ta8xd8 matt

## Der Funktionär
Von 1949 bis 1951 war Mansfield Präsident der British Chess Problem Society (BCPS), von 1964 bis 1971 Präsident der Ständigen Kommission für Schachkomposition bei der FIDE (PCCC).

## Privates
Sein ungewöhnlicher Vorname Comins ist eine Reverenz an die gute Arbeit zweier Schwestern Miss. Comins, welche seinen Vater aufgezogen hatten und geht auf die Entscheidung seiner Mutter zurück, keine ellenlange Namen verwenden zu wollen.
Comins Mansfield hatte drei Kinder.